# 梁蒲贵
梁蒲贵，广东高要人，清朝政治人物。
梁蒲贵曾于1876年接替冯寿镜任宝山县知县一职，1878年由吴康寿接任。